# R-410A
R-410A — фреон, азеотропная смесь из 50 % дифторметана R-32 и 50 % пентафторэтана R-125, наиболее часто используемый фреон в современных кондиционерах. Ни один из его компонентов не содержит хлора, поэтому он безопасен для озонового слоя (озоноразрушающий потенциал равен нулю). Этот фреон приходит на смену R-22, который разрушает озоновый слой, и производство которого ограничено Монреальским протоколом.

## Физические свойства
| Свойство                                                | Значение            |
| ------------------------------------------------------- | ------------------- |
| Температура кипения (To)                                | -51,5 °C            |
| Критическая температура (Tc)                            | 72 °C               |
| Критическое давление (pc)                               | 4.93 МПа (49,7 атм) |
| Теплота парообразования при температуре кипения, кДж/кг | 264,3               |
| Коэффициент возможности истощения озонового слоя (ODP)  | 0 (CCl3F = 1)       |
| Потенциал глобального потепления (GWP)                  | 1890 (CO2 = 1)      |

R-410A является смесью, близкой к азеотропной. Основной недостаток неазеотропных смесей — температурное скольжение, то есть изменение температуры кипения в процессе фазового перехода (испарения и конденсации). Однако у хладагента R-410A температурное скольжение настолько мало (0.15 К), что им можно пренебречь, то есть считать смесь азеотропной (для сравнения, температурное скольжение хладагента R-407C составляет 7К).

## Влияние на окружающую среду
Так как оба компонента не содержат хлора, R-410A имеет нулевой потенциал истощения озонового слоя Земли. R-410A имеет высокий потенциал глобального потепления, примерно такой же, как и у R-22, но с учётом более высокой эффективности (индекс SEER) установок с использованием R-410A, общее влияние на глобальное потепление ожидается существенно ниже, чем при использовании R-22 за счёт снижения выбросов тепловых электростанций. R-410A не токсичен (при концентрации менее 400 мг/кг) и не пожароопасен.

## Преимущества и недостатки R-410A
Хотя и говорят, что фреон R-410A приходит на смену R-22, это не следует понимать буквально: физические и теплотехнические свойства фреонов совершенно различны, поэтому систему, рассчитанную на R-22, нельзя заправлять фреоном R-410A: система должна быть изначально спроектирована под фреон R-410A. Этим он отличается от фреонов R422D и R-407C, которые специально предназначены для замены R-22 в старых системах. Давление в контуре при рабочих температурах существенно выше (так, при температуре 43°С R22 имеет давление насыщенного пара 15,8 атм, а R410A—около 26 атм.), поэтому более высокие требования предъявляются к герметичности, медные трубки конденсатора и испарителя должны быть более прочными, отсюда большая масса меди и более высокая цена. Ещё одним минусом R-410A является несовместимость с минеральным маслом. Если R22 растворяется в любом минеральном масле, то для фреона R410a нужно специальное полиэфирное масло, которое намного дороже, а кроме того требует более аккуратной заправки (оно очень активно поглощает влагу, теряя свои свойства). С другой стороны, R-410A обладает высокой удельной хладопроизводительностью (в полтора раза выше чем R-407C и R22, в два раза выше чем R-134A), что позволяет использовать компрессор с меньшей объёмной производительностью.
Однако относительная молекулярная масса фреона R-22 86.468, а воздуха — около 28. То есть фреон в 3,5 раза тяжелее воздуха. Каким образом этот газ может достичь озонового слоя земли, специалисты Канадского Протокола не уточняют. Если следовать законам о защите озонового слоя, то можно было бы использовать углекислый газ как фреон, его масса также около 28, как и воздуха, но его сжижение требует еще больших усилий сжатия, что усложняет конструкцию и уменьшает безопасность для окружающих .